# 타니구치 메구
타니구치 메구(일본어: 谷口 めぐ, 1998년 11월 22일 ~ )는 일본의 아이돌이며, 여성 아이돌 그룹 AKB48및 7초 후, 네가 좋아져 멤버이다.
도쿄도 출신. A.M.Entertainment 소속.

## 내력
2013년
- 1월 19일, 〈AKB48 제 15기생 연구생 오디션〉에 합격하였다.

2014년
- 4월 14일, AKB48 극장에서 열린  B 공연에서 임시 연구생에서 연구생으로 승격되었다.
- 10월 3일, 팀A 5th Stage 「연애 금지 조례」리바이벌 공연에서 팀A로 승격이 발표되었다.

2015년
- 3월 25일, 신 유닛 덴덴무Chu!에의 가입이 발표되었다.
- 3월 26일, 사이타마 슈퍼 아레나에서 개최된 《AKB48 봄의 단독 콘서트 ~차기 총감독 아직 수행중~》에서, 팀A 잔류가 발표되었다.
- 10월 16일, AKB48 극장 특별 공연《어떻게 될까?! 어떻게 할래?! AKB48》에서 더블 센터로 발탁되었다.

2016년
- 5월부터 6월에 걸쳐 실시된 《AKB48 45th 싱글 선발 총선거》에서는 69위로, 업커밍 걸즈에 선출되었다[1].

2017년
- 5월부터 6월에 걸쳐 실시된 《AKB48 49th 싱글 선발 총선거》에서는 45위로, 넥스트 걸즈에 선출되었다[2].
- 10월 15일, 신 유닛 <7초후, 네가 좋아져>에의 가입이 발표되었다.

2020년
- 12월 25일, 타니구치가 속한 AKB48의 자매그룹인 HKT48의 졸업생인 미야와키 사쿠라와 노기자카46의 졸업생인 이코마 리나의 소속 사무소 A.M.Entertainment 이적했다.

2024년
- 5월 30일, AKB48 극장에서 행해진 졸업 공연을 기해 AKB48를 졸업.

## AKB48에서의 참가곡

### 싱글 CD 선발곡
- 〈望的リフレイン / 희망적 리프레인〉에 수록
  - 従順なSlave / 순종적인 Slave - 팀 A 명의
- 〈僕たちは戦わない / 우리는 싸우지 않아〉에 수록
  - カフカとでんでんむChu! / 카프카와 덴덴무Chu! - 덴덴무Chu! 명의
- 〈唇にBe My Baby / 입술에 Be My Baby〉에 수록
  - 君を君を君を… / 너를 너를 너를… - 차세대 선발 명의
  - やさしい place / 상냥한 place - 팀 A 명의
- 〈君はメロディー〉에 수록
  - LALALAメッセージ / LALALA 메시지 - AKB48 차세대 선발 명의
  - M.T.に捧ぐ / M.T.에 바친다 - 팀 A 명의
- 〈翼はいらない / 날개는 필요 없어〉에 수록
  - Set me free - 팀 A 명의
- 〈LOVE TRIP/しあわせを分けなさい / LOVE TRIP/행복을 나눠라〉에 수록
  - 2016年のInvitation / / 2016년의 Invitation - 업커밍 걸즈 명의
- 〈ハイテンション / 하이 텐션〉에 수록
  - 抑えきれない衝動 / 억누를 수 없는 충동 - 웨이팅 서클 명의
- 〈シュートサイン / 슛 싸인〉에 수록
  - アクシデント中 / 사고 중 - AKB48 U-19 선발 명의
- 〈願いごとの持ち腐れ / 소원을 간직할 뿐〉에 수록
  - 点滅フェロモン / 점멸 페로몬
- 〈#好きなんだ / # 좋아해〉에 수록
  - 戸惑ってためらって / 당황하고 주저해서 - 넥스트 걸즈 명의
- 〈11月のアンクレット / 11월의 앵클릿〉에 수록
  - 微笑みの瞬間 / 미소의 순간 - 7초 후, 네가 좋아져 명의

### 앨범 CD 수록곡
- 《ここがロドスだ、ここで跳べ! 여기가 로도스다, 여기서 뛰어라!》에 수록
  - Oh! Baby! - 팀 A 명의
- 《0と1の間 0과 1사이》에 수록
  - Clap - 팀 A 명의
  - あれから僕は勉強が手につかない / 그 때부터 나는 공부가 손에 잡히지 않는다 - 덴덴무Chu! 명의
- 《サムネイル 섬네일》에 수록
  - あの日の自分 / 그 날의 자신

### 극장 공연 유닛곡
팀 K 7th Stage "RESET" 공연
- 奇跡は間に合わない / 기적은 때맞춰 오지 않아 ※
※언더

타하라 소이치로 "어떻게 될까?! 어떻게 할래?! AKB48" 공연
- 사랑의 악셀 ( 팀 A 6th Stage "목격자" 공연)
- 추억의 대부분 (AKB48 2nd 앨범 「1830m」수록곡)

팀 A 7th Stage 「M.T에게 바친다」 공연
- She 's gone

## 출연

### 드라마
- 마지스카 학원 5 (2015년 8월 24일~ , 닛폰 TV) - 헤드 역
- AKB 호러나이트 아드레날린의 밤 (2015년 12월 10일, TV 아사히) - 주연 유키 역
- 두부 프로레슬링 (2017년 7월 2일, TV 아사히)

### 버라이어티
- AKBINGO! (부정기 출연, 닛폰 TV)
- AKB48 네모우스 TV (패밀리 극장)
  - Season17 (2015년 1월 11일)
  - Season17 번외편 (2015년 2월 22일)
  - Season18 (2015년 4월 5일 · 4월 26일 · 5월 17일)
  - Season20 (2015년 12월 13일 - 27일 · 2016년 1월 3일)
  - Season21 (2016년 3월 6일 - 3월 27일)
  - Season22 (2016년 6월 26일)
  - Season24 (2017년 2월 5일 · 3월 19일 · 3월 26일 · 4월 2일 · 4월 9일)